# Тасманийски дявол
Тасманийският дявол (Sarcophilus harrisii) е най-големият месояден торбест бозайник. Той е рядък изчезващ вид, който може да се открие само на австралийския остров Тасмания.

## Характеристика
Тасманийският дявол има черна козина с бяла „якичка“ около врата. На големина може да се сравни с малко куче териер, има солидно и яко тяло тежащо между 6 и 8 килограма. Има голяма глава с много силни челюсти с остри зъби, тъмни очи и заострени розовеещи уши, които стават червеникави, когато е ядосан поради увеличен кръвен поток.
Доста са шумни, особено когато защитават територията си от други екземпляри. Издават различни видове силни звуци от лай до скимтене, ръмжене и писък. От тези звуци и от вида им идва и тяхното име.

## Местообитание
Среща се само на остров Тасмания в Австралия. Живее в крайбрежните твърдолистни вечно зелени гори и евкалиптови гори на острова.

## Начин на живот
Има нощен начин на живот. Тъмната му козина му позволява да се слива със средата в нощта. През деня спи в бърлоги, направени в кухи дънери или естествени пещери покрити с листа и трева. Тасманийските дяволи живеят сами и са плахи животни.

## Размножаване
Малките се раждат крайно дребни и неразвити и майката ги доотглежда подобно на другите двуутробни в кожната торба на корема си.

## Хранене
Тасманийският дявол е месоядно животно. Най-често се храни с мърша на умрели животни. По природа не е агресивен, освен когато защитава плячката си. Благодарение на големите си мощни челюсти успява да чупи кости на плячката и да поглъща цели трупове с месото, козината и костите, така че да не остане нищо от трупа. Освен с мърша се храни и с убити от него змии, птици, гризачи, гущери и други по-малки от него животни. Често се среща да спят в убитите от тях животни, за да не изгубят дори и хапка от тях.

## Допълнителни сведения
След пристигането на европейците в Австралия, числеността им започва рязко да се снижава, защото не могат да издържат конкуренцията на внесените плацентни бозайници, които заемат същата екологична ниша.

## Образ в популярната култура
Тасманийски дявол е един от героите в анимацията „Шоуто на Шантавите рисунки“ на име Таз.